# Davison (Míchigan)
Davison es una ciudad ubicada en el condado de Genesee en el estado estadounidense de Míchigan. En el Censo de 2010 tenía una población de 5173 habitantes y una densidad poblacional de 1.010,78 personas por km².

## Geografía
Davison se encuentra ubicada en las coordenadas 43°1′54″N 83°31′8″O / 43.03167, -83.51889. Según la Oficina del Censo de los Estados Unidos, Davison tiene una superficie total de 5.12 km², de la cual 5.12 km² corresponden a tierra firme y (0%) 0 km² es agua.

## Demografía
Según el censo de 2010, había 5173 personas residiendo en Davison. La densidad de población era de 1.010,78 hab./km². De los 5173 habitantes, Davison estaba compuesto por el 94.86% blancos, el 1.78% eran afroamericanos, el 0.33% eran amerindios, el 0.33% eran asiáticos, el 0.02% eran isleños del Pacífico, el 0.66% eran de otras razas y el 2.03% pertenecían a dos o más razas. Del total de la población el 2.92% eran hispanos o latinos de cualquier raza.